# Кліхи
Кліхи (пол. Klichy) — село в Польщі, у гміні Бранськ Більського повіту Підляського воєводства. Населення — 252 особи (2011).

## Історія
У 1975—1998 роках село належало до Білостоцького воєводства.

## Демографія
У 1898 році в селі проживав 21 православний.
Демографічна структура станом на 31 березня 2011 року:
|          | Загалом | Допрацездатний вік | Працездатний вік | Постпрацездатний вік |
| -------- | ------- | ------------------ | ---------------- | -------------------- |
| Чоловіки | 134     | 27                 | 81               | 26                   |
| Жінки    | 118     | 23                 | 61               | 34                   |
| Разом    | 252     | 50                 | 142              | 60                   |